# فهرست معماران ایرانی
آرشیتکت‌های ایرانی به عنوان معمار شناخته می‌شوند.
در فرهنگ فارسی معین، معمار به این صورت معنی شده است:
1. طراح و سازنده بنا
2. عمارت‌کننده، تعمیرکننده
3. رتبه‌ای در فراماسونری[۱]

کلمات سنتی بنا، مهندس، استاد، و عمله در مراجع معماری اسلامی استفاده می‌شود.
گرچه بسیاری از محققان، معمار را به لحاظ تاریخی به عنوان آرشیتکت نمی‌شناسد، ولی آنها موافقند که مسئولیت‌های آنها با هم همپوشانی گسترده دارند. این دو واژه در این لیست یکسان در نظر گرفته شده‌اند.
لیست به ترتیب زمانی و انتخاب دهه‌های اسلامی بر اساس سوابق موجود است. اطلاعات کمی از استادان متعدد معماری که برخی از شگفتی‌های اولیه جهان اسلام و قبل از اسلام ایران را ساخته‌اند وجود دارد. کاخ بیشاپور، فیروزآباد، پرسپولیس، شوش، یا بسیاری دیگر از بناهای باستانی دیدنی و جذاب از ایران بزرگ ساخته شده است که هیچ سابقه‌ای از نام معمار آنها وجود ندارد و فقط خرابه‌ای از آنچه آنها ساخته‌اند باقی‌مانده.
بسیاری از ساختارهایی که امروز باقی مانده احتمالاً بیش از یک معمار بر روی آنها کار کرده است. در لیست زیر برای هر کار تنها معروف‌ترین آنها ذکر شده است. این لیست شامل نام سازندگان آنها با تاریخ دقیق ساختمان‌های نسبت داده شده است.

## پیش از اسلام
- اِپسای: حرم مطهر بیشاپور، ۲۷۱ میلادی
- شیدا: یک استاد افسانه‌ای که سازنده کاخ ساسانی هفت گنبد بهرام گور با توجه به شاعر نظامی گنجوی بود.

## چهار قرن اول در دوره اسلامی
- ماشاءالله ابن اثری: طراحی و نقشه‌کشی بغداد.
- نوبخت اهوازی: طراحی و نقشه‌کشی بغداد.

## قرن ۱۳ میلادی
- مسلم: سازنده کاروانسرای سنگ بست در خراسان در ۱۲۰۲ میلادی
- محمد ریگی: سازنده میل رادکان در قوچان در ۱۲۰۳ میلادی
- احمد بن مکر مرندی: سازنده آرامگاه کیکاووس در ۱۲۱۹ میلادی
- سعید بن جعفر البنا: سازنده یک قلعه در فیروزآباد فارس
- محمد بن احمد بن علوی: سازنده مسجد جامع بونفت در یزد در ۱۲۳۴ میلادی
- استاد زین الدین ابو رشید: سازنده حصار خلج در باکو در ۱۲۳۴ میلادی
- استاد عنایت الله نظام الدین معمار اصفهانی: سازنده گنبد سبز در کرمان در ۱۲۴۲ میلادی
- محمد بن محمد بن عثمان البنا طوسی: سازنده مدرسه سرچالی در قونیه در ۱۲۴۲ میلادی
- نظام الدین بن استاد علی بن علی بن نجار: سازنده امامزاده سید جعفر در دامغان در ۱۲۶۴ میلادی.
- بدرالدین تبریزی: سازنده آرامگاه مولانا در قونیه در ۱۲۷۳ میلادی.
- زین عابدین معمار: سازنده مسجد جامع ارومیه در ۱۲۷۶ میلادی.
- استاد علی بن حسین علی بن غازی: سازنده مقبره شیخ یوسف سروستانی در استان فارس در ۱۲۸۰ میلادی.
- محمد حسین المهندس البنا دامغانی: سازنده برج کاشانه بسطام در ۱۲۹۹ میلادی.

## قرن ۱۴ میلادی

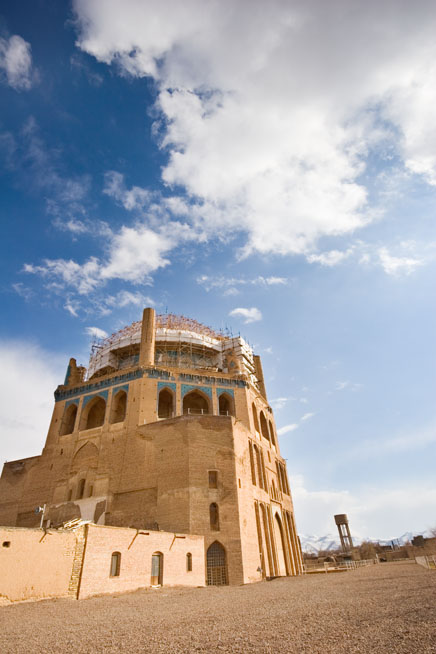
گنبد سلطانیه

- استاد علی حاجی السنایی السمنانی: سازنده مسجد فرومد جاجرم در خراسان در ۱۳۱۹ میلادی.
- محمد شاه نقاش: سازنده آرامگاه پیر بکرام در اصفهان در ۱۳۰۲ م.
- سید علی شاه: سازنده گنبد سلطانیه در شهر زنجان از میراث جهانی یونسکو در ۱۳۰۳ م.
- مسعود کرمانی: سازنده محراب امامزاده ربیه خاتون در اشترجان، اصفهان، در ۱۳۰۶ م.
- حیدر یابدر: سازنده محراب مسجد جامع اصفهان در ۱۳۱۰ م.
- احمد بن محمد بن البنا: سازنده مسجد جامع اشترجان، اصفهان، در ۱۳۱۴ م.
- محمد بن حسن بن ابیطالب مهندس بنا الدامغانی و برادرش حاجی: سازنده آرامگاه بایزید بسطامی در ۱۳۲۳ م.
- استاد محمد بن جمال احمد: سازنده برج دوزل نزدیک تبریز.
- ابو طالب دامغانی: سازنده امامزاده جعفر در اصفهان در ۱۳۲۴ م.
- محمد بن عمر الشیخ: سازنده ایوان شمالی مدرسه امامی در اصفهان در ۱۳۲۴ م.
- علی قزوینی: سازنده مسجد جامع ورامین در ۱۳۲۱ م.
- علی بن ابراهیم: سازنده مسجد تجنگ، یزد، ۱۳۲۸ م.
- استاد آقاجان بن دماوندی: سازنده امامزاده عبدالله در دماوند در ۱۳۲۹ م.
- حاجی محمد البنا ساووجی: سازنده کاروانسرای سین در شهر اصفهان در ۱۳۳۰ م.
- خواجه حسین بن سیف الدین محمود بن تاج خواجه: سازنده مسجد جامع مرند در ۱۳۳۹ م.
- فلکی تبریزی: سازنده ارگ علیشاه در ۱۳۳۷ م.
- مفاخیر النجار استاد حسن بن جمال احمد شیر گیر: سازنده امامزاده قاسم ازنا در ۱۳۳۷ م.
- سید علی امیر حسین البخاری: سازنده بقعه میر محمد در جزیره خارک در ۱۳۳۹ م.
- شکرالله: سازنده مسجد جامع کرمان، در ۱۳۴۸ م.
- استاد شمس الدین: سازنده آرامگاه شوجوک بیگا، خواهر تیمور لنگ در سمرقند در ۱۳۷۰ م.
- خواجه حسین شیرازی: سازنده مزار خواجه احمد یسوی در قزاقستان در ۱۳۹۶ م.
- استاد شیرازی معمار: سازنده کاروانسرای دهبید در فارس در ۱۳۸۴ م.
- استاد عارف بن استاد موسی جبال: سازنده امارت حاجی شیخله در شیروان در ۱۳۸۴ م.

## قرن ۱۵ میلادی

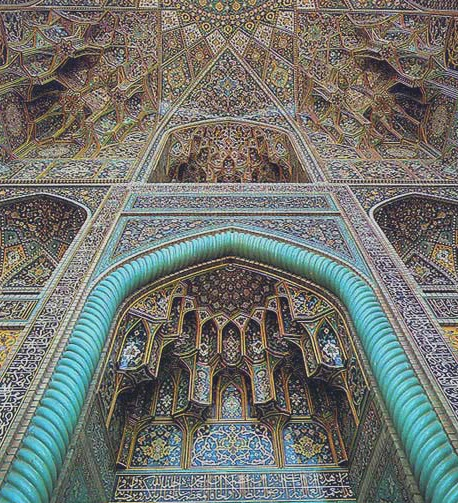
مسجد گوهرشاد در ۱۴۱۸ میلادی به دستور گوهرشاد، همسر شاهرخ ساخته شده است.

- محمد بن محمود اصفهانی: سازنده گور امیر، آرامگاه تیمور لنگ، در سمرقند در ۱۴۰۳ میلادی.
- سید علی بن سید کمال الدین بنا آملی: سازنده برج سلطان زین الابدین در ساری در ۱۴۰۶ م.
- قوام الدین شیرازی: سازنده مسجد گوهرشاد در سال ۱۴۱۷ م.
- حسن جعفر استاد معمار باشی: سازنده آرامگاه امامزاده عبدالله در بافق.
- محمد بن غدیر با نام مستعار آجر تراش: سازنده درب مسجد شاه (اصفهان) در ۱۴۲۷ م.
- پاشا بن بکشاه جمشید: سازنده عمارت شاه بالو در روستای آهو دشت ناتل رستاق در ۱۴۳۵ م.
- استاد حاجی احمد: سازنده قلعه غار خالر دربند در ۱۴۳۷ م.
- شیرازی خواجه محمود حاج زین جامع: سازنده مزار شیخ احمد جام جم در خراسان در ۱۴۳۹ م.
- ابدلغدیر اصفهانی: سازنده مسجد دباغ خانه در آنکارا در ۱۴۴۳ م.
- استاد حسن بن علی حسین بنا آملی: سازنده سه ساختار موجود روستای کجور در حدود ۱۴۴۳ م.
- استاد قیس الدین شیرازی: سازنده مسجد جامع خرگرد در خراسان در ۱۴۴۳ م.
- حیدر نفجی: سازنده خانقاه نصرآباد اصفهان در ۱۴۴۵ م.
- شمس الدین محمد تبریزی: سازنده مسجد شاه (مشهد) در ۱۴۵۱ م.
- استاد شمس الدین ابن نصرالله مطهری: سازنده امامزاده سلطان محمد طاهر در بابل در ۱۴۷۰ م.
- محمد بن محمود بسطامی: سازنده مسجد سرخان در بسطام در ۱۴۷۷ م.
- حسین بن علی بن احمد لاهیجانی: سازنده مقبره سمام در گیلان در ۱۴۷۸ م.
- درویش نورالدین: سازنده آرامگاه امامزاده علی در شکرناب نزدیک قزوین در ۱۴۷۹ م.
- محمد روانی قزوینی: او و حاج عباس بن محمود قزوینی هر دو سازنده پل دختر در میانه در استان قزوین در ۱۴۸۳ م.
- یعقوب رویانی: سازنده پل رودخانه سیم در لاهیجان و همچنین پل رودخانه پلور در شمال شرقی دماوند در ۱۴۸۶ م.

## قرن ۱۶ میلادی

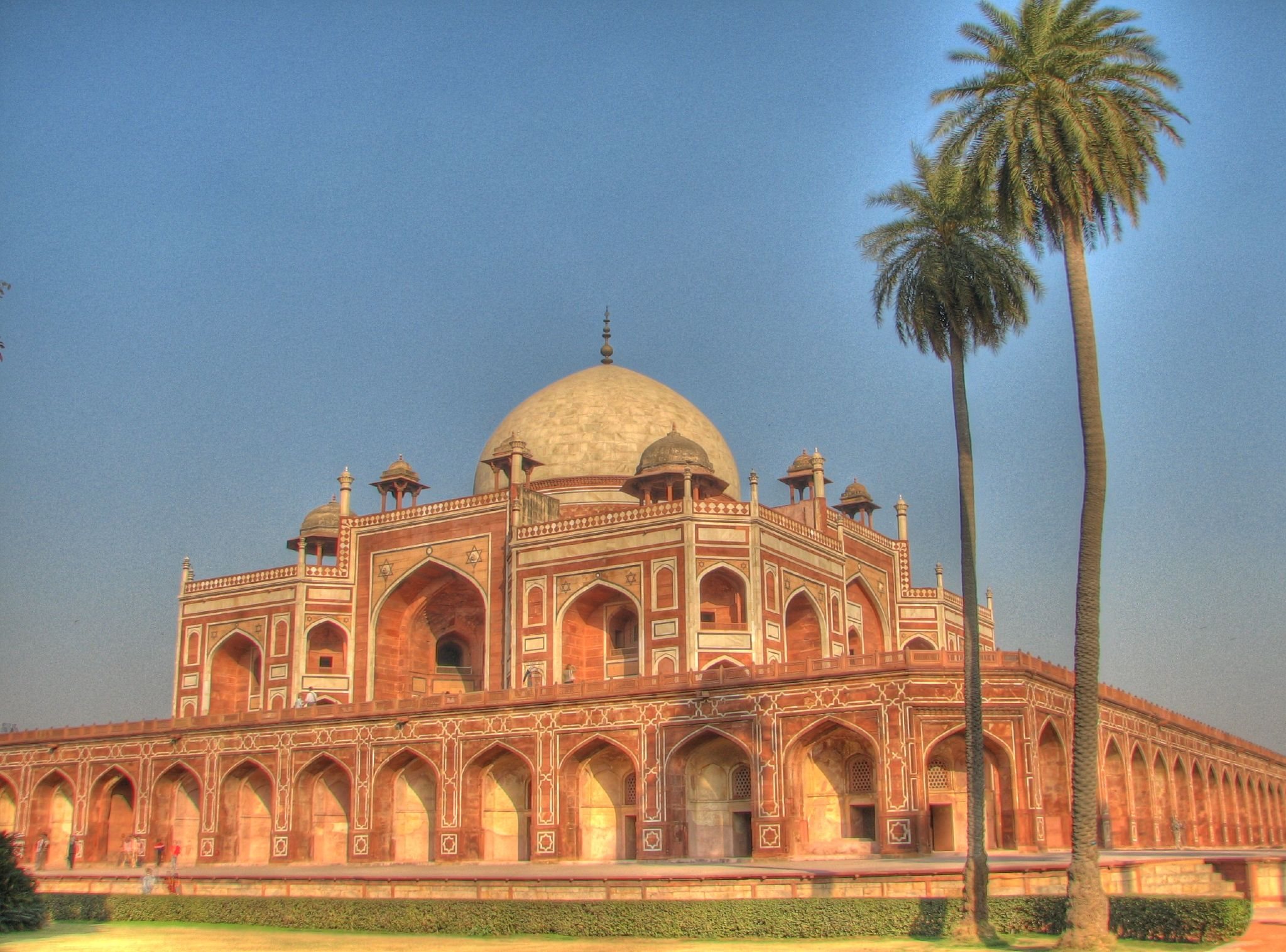
آرامگاه همایون در دهلی

- بایزید بن حاجی جواد: سازنده حرم امامزاده یحیی در لاریجان در ۱۵۱۳ میلادی.
- استاد حسین خراسانی: آرامگاه دوباره ساخته شده شیخ عبدالحسین صمد در نطنز در ۱۵۱۴ م.
- استاد میر احمد بن میر حاجی قمی: سازنده مسجد جامع ساوه در ۱۵۱۶ م.
- فارابی بن عثمان سعدی: سازنده مسجد بزرگ قلعه حسن خیفا در ۱۵۲۰ م.
- استاد حسین: سازنده آرامگاه امامزاده هارون ولایت در نزدیکی اصفهان در ۱۵۲۱ م.
- استاد شمس الدین اصفهانی: سازنده آرامگاه امامزاده حمزه در بوانات در ۱۵۲۸ م.
- ابراهیم بن استاد اسماعیل بنا اصفهانی: مسئول مسجد جامع اصفهان در ۱۵۳۱ م.
- تقی سلطان قمی: سازنده مدرسه فیضیه در قم در ۱۵۳۲ م.
- صنیع الله معمار یزدی: سازنده مسجد جامع یزد در ۱۵۳۹ م.
- استاد شاه حسین لاهیجی: سازنده مقبره آقا شیخ ابول وجیه نزدیک لاهیجان در ۱۵۴۰ م.
- حیدر علی اردستانی: سازنده حرم امامزاده محروق در نیشابور در ۱۵۴۵ م.
- سید محمد بن میرک غیاث الدین: سازنده آرامگاه همایون در هند از میراث جهانی یونسکو در ۱۵۶۲ م.

## قرن ۱۷ میلادی

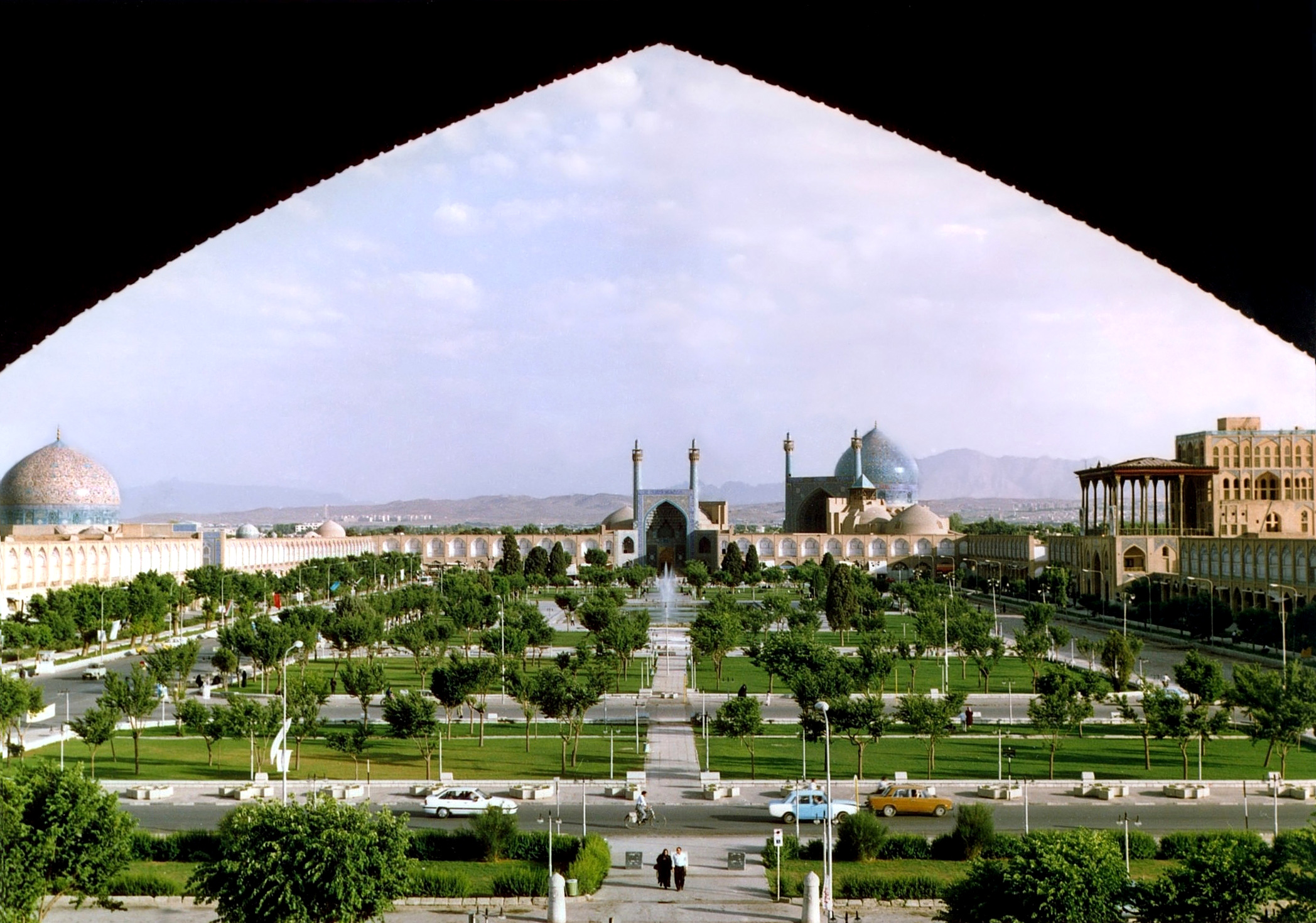
میدان نقش جهان در اصفهان

- احمد سپه بنا: سازنده بازار قیصریه لار در ۱۶۰۵ میلادی.
- سلطان محمد یزدی: سازنده کاروانسرا و حمام گنجعلیخان در کرمان در ۱۶۱۰ م.
- استاد علی اکبر اصفهانی: او و دو همکار دیگر سازنده مسجد شاه اصفهان بین ۱۶۱۲ و ۱۶۳۱ م.
- استاد حسین شماعی شیرازی: سازنده مدرسه خان در شیراز در ۱۶۱۵ م.
- بهاءالدین محمد بن حسین عاملی (شیخ بهایی): طراحی سد در قهرود، ۳۵ کیلومتری جنوب کاشان در ۱۶۱۶ م، و همچنین میدان نقش جهان و خیابان چهارباغ، و منارجنبان در اصفهان.
- عبدالجبار: سازنده مدرسه شیردار در شیراز در ۱۶۱۸ م.
- محمد رضا بن استاد حسین بنا اصفهانی: سازنده مسجد شیخ لطف‌الله در اصفهان در ۱۶۱۸ م.
- ملا علاءالملک تونی: یکی از معماران باغ شالیمار، لاهور.
- شاه طاهر بن سلطان محمد نقاش: سازنده بقعه شیخ جبرئیل نزدیک اردبیل در ۱۶۲۱ م.
- استاد محمد بنا: سازنده رباط شاه عباس پلور در نزدیکی لار در ۱۶۲۴ م.
- استاد حسینعلی: سازنده امامزاده اسماعیل در اصفهان در ۱۶۳۲ م.
- محمد علی بن استاد علی بیک البناء اصفهانی: سازنده مسجد حکیم اصفهان در ۱۶۶۱ م.
- استاد قاسم معمار: سازنده کاروانسرای دامغان در ۱۶۸۰ م.
- محمد طاهر همدانی: سازنده مسجد سلطانی در اسدآباد در همدان در ۱۶۸۵ م.
- استاد طاهر ولد استاد رضا اصفهانی: سازنده کاروانسرای شیخ علی خان زنگنه با نام مستعار چاله سیاه در اصفهان در ۱۶۸۶ م.
- حیدر بن حسین بنا اصفهانی: سازنده مسجد ورزنه اصفهان در ۱۶۸۷ م.
- مهدی حسینی: سازنده سد در نزدیکی روستای شمنلو بر روی رودخانه زاینده رود در ۱۶۸۹ م.
- استاد عیسی شیرازی: او و بسیاری دیگر مسئول ساخت تاج محل در آگرا در هند بودند.

## قرن ۱۸ میلادی
- محمد هادی قزوینی: سازنده مسجد شیخ موحدثین کبیر در بابل در ۱۷۲۳ میلادی.
- استاد باقر اصفهانی: سازنده مناره مسجد جامع کاشان، ۱۷۷۹ م.
- استاد میرزا شیرازی: سازنده مسجد النبی قزوین در ۱۷۸۷ م.
- استاد اسکندر شیرازی: سازنده مسجد سلطانی بروجرد در ۱۷۹۴ م.
- کربلایی محمد البناء: سازنده مسجد استرآباد همدان در دوره قاجار در ۱۷۹۶ م.
- استاد حاج شعبان علی: سازنده مسجد آقا بزرگ در کاشان در اواخر قرن ۱۸ م.

## قرن ۱۹ میلادی
- محمد تقی خان معمار باشی: سازنده دارالفنون در ۱۸۴۹ میلادی.
- عبدالله خان: معمار دربار محمد شاه قاجار.
- حاجی ابوالحسن معمار نوایی: سازنده کاخ گلستان به شکل کنونی آن در ۱۸۶۵ م.

## معاصر
- داریوش بوربور: آثار شامل بازار رضا و موزه‌های آستان قدس رضوی، مشهد در میان دیگر آثار[۲][۳]
- ایرج اعتصام
- محسن فروغی
- وارطان هوانسیان
- پرویز مویدعهد
- کریم طاهرزاده بهزاد
- یوسف شریعت‌زاده
- سیاوش تیموری
- محمدعلی حمیدی نوا: آثار شامل برج ساعت ساری و صحن امامزاده عباس ساری
- حسین امانت: آثار شامل برج آزادی و دانشگاه صنعتی شریف، در میان دیگر آثار
- کامران دیبا: موزه هنرهای معاصر تهران/باغ نیاوران و مجموعه فرهنگی[۴][۵]
- عبدالعزیز فرمانفرمائیان: مسجد دانشگاه تهران و دانشکده فنی دانشگاه تهران/مجموعه ورزشی آزادی/کاخ نیاوران
- حیدر غیایی: مجلس سنای ایران
- هادی میرمیران: برنده بسیاری از مسابقات بزرگ معماری و موفق به کسب مدال افتخار در هنر بعد از انقلاب
- محمدکریم پیرنیا
- فرشید موسوی
- فریبرز صهبا
- علی اکبر صارمی
- هوشنگ سیحون: آرامگاه ابن سینا/آرامگاه نادرشاه/آرامگاه باباطاهر (همدان)
- یعقوب دانشدوست: بنای یادبود میدان آزادی مشهد/المان راه‌آهن مشهد/دریافت نشان فردوسی
- بهرام شیردل
- فرهاد احمدی
- کامران افشار نادری
- علیرضا تغابنی
- حبیبه مجدآبادی
- لیلا عراقیان: پل طبیعت
- رضا مفاخر
- هومن بالازاده

### خارج از ایران

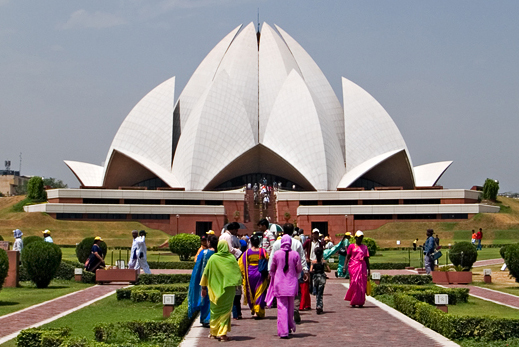
معبد لوتوس با طراحی فریبرز صهبا در هند

- علی اکبر بنای یزدی: طراحی اولین مشرق‌الاذکار در جهان در عشق‌آباد.[۶][۷][۸]
- عباس غریب
- نادر خلیلی
- محسن مصطفوی
- حریری و حریری: گیسو حریری و مژگان حریری دو نفر از معروف‌ترین معماران ایران‌الاصل آمریکا هستند. آنها در لیست ۴۰ معمار برتر زیر ۴۰ سال ذکر شده‌اند.
- فرشید موسوی
- فریبرز صهبا: یک معمار بهائی که معبد لوتوس در هند را طراحی کرده است.
- شهرام انتخابی
- نادر خلیلی
- کامران دیبا
- نادر تهرانی
- هادی تهرانی